# Petri Salmela
Petri Salmela, född 1964 i Finland, är en finländsk travkusk och travtränare. Han är verksam i Sverige och har Bodentravet som hemmabana.
Salmelas stall har 2019 cirka 70 hästar i träning. Stallets vinstrikaste häst är Makethemark, som tjänat över 8 miljoner kronor. Salmela har beskrivit honom som den bästa häst han tränat. Han har även tränat hästar som O'Malley Hornline, Hesiod, David Sisu, Cupido Sisu och Beer Summit.

## Karriär
Salmela blev aktiv inom travsport i tonåren. När han var 16 år började han arbeta som speaker vid Torneåtravet. År 1986 blev han delägare i sin första travhäst tillsammans med bland andra Timo Nurmos.
Inför säsongen 1998 blev Salmela travkusk och tränare på heltid. Under 2000-talet har han främst satsat på sin tränarrörelse och anlitar catch drivers som kör hans hästar, främst Ulf Ohlsson och Jorma Kontio.

### Elitloppet
Den 7 maj 2019 blev Salmelas stjärnhäst Makethemark inbjuden till 2019 års upplaga av Elitloppet på Solvalla. Salmela tog själv emot inbjudan av Solvallas sportchef Anders Malmrot i Solvallas Elitloppsstudio. Makethemark blev med inbjudan den första Bodentränade hästen att bjudas in till Elitloppet sedan 1998, då Scandal Play deltog. Elitloppet gick av stapeln den 26 maj 2019. Makethemark kördes av sin ordinarie kusk Ulf Ohlsson, och de kom på tredjeplats i finalen, efter att ha suttit fast i rygg på vinnande Dijon med krafter kvar.

## Segrar i större lopp
| År   | Lopp                          | Häst               | Kusk            |
| ---- | ----------------------------- | ------------------ | --------------- |
| 1993 | Grote Prijs der Giganten      | Plant the Seed     | Jorma Kontio    |
| 1995 | Breeders' Crown, 4-åriga ston | Tender Bride       | Jorma Kontio    |
| 2000 | Graf Kalman Hunyady Memorial  | Mr Claude          | Jorma Kontio    |
| 2002 | Klass II-final, aug           | O'Malley Hornline  | Jorma Kontio    |
| 2005 | Klass I-final, juli           | Totti Boko         | Jorma Kontio    |
| 2009 | Långa E3, ston                | My Love di Quattro | Ulf Ohlsson     |
| 2013 | Energima Cup                  | B.W.L.Champion     | Björn Goop      |
| 2013 | Berth Johanssons Memorial     | David Sisu         | Johnny Takter   |
| 2013 | Bronsdivisionens final, nov   | Prey Frontline     | Ulf Ohlsson     |
| 2014 | Berth Johanssons Memorial     | Beer Summit        | Ulf Ohlsson     |
| 2014 | Vinterfavoriten               | Cupido Sisu        | Örjan Kihlström |
| 2016 | Vårfavoriten                  | Makethemark        | Ulf Ohlsson     |
| 2016 | Treåringseliten               | Makethemark        | Ulf Ohlsson     |
| 2018 | Jubileumspokalen              | Makethemark        | Ulf Ohlsson     |
| 2018 | Grosser Preis von Deutschland | Hesiod             | Ulf Ohlsson     |
| 2018 | Norrbottens Stora Pris        | Makethemark        | Björn Goop      |
| 2019 | St. Michel-loppet             | Makethemark        | Ulf Ohlsson     |
| 2019 | Norrbottens Stora Pris        | Makethemark        | Ulf Ohlsson     |
| 2019 | Åby Stora Pris                | Makethemark        | Ulf Ohlsson     |